# 近江源氏
近江源氏（おうみげんじ）は、中世に近江国に土着し本拠とした源氏の流れを汲む一族の呼称。以下の数流がある。最も著名な佐々木氏一族については佐々木源氏などとも呼ばれる。

## 発祥
- 宇多源氏佐々木氏流。平安時代中期に近江国蒲生郡佐々木庄に下向した宇多源氏源成頼の子孫で、武家として繁栄し代々近江の守護として勢力を持った佐々木氏の一族。世々源氏の郎党となり、成頼の玄孫にあたる佐々木秀義は、保元元年（1156年）保元の乱で、天皇方の源義朝に属して勝利したが、続く平治元年（1159年）の平治の乱で、義朝に属し戦うも敗れたため、近江国を追われ、一旦関東へ落ち延び、約20年間渋谷荘に籠居した。その後、治承4年（1180年）に源頼朝の伊豆挙兵の時、秀義の子定綱、経高、盛綱、高綱らが頼朝に従い功があったため、秀義の嫡子定綱が、近江の守護に還付せられた。定綱の息子の信綱の子らが四家に分かれ六角氏、京極氏、大原氏、高島氏となった。また佐々木秀義の五男、佐々木義清が出雲、隠岐の両国守護職を賜い、彼国に下向し土着したためここから分派した一族を出雲源氏という。

## 歴史
鎌倉幕府3代将軍源実朝の死後に、摂家出身の将軍を迎えた幕府は、執権の北条義時が勢力をのばし全国の武士の統領として、天下に君臨するようになった。そうして承久3年（1221年）5月15日、上皇は全国の武士に、北条義時追討の院宣を下した。阿波国では、佐々木経高の嫡男で守護代の佐々木高重が、阿波兵600人をひきいて撫養の港（現：鳴門市）から、父のひきいていた淡路国の1700余の兵と合流し上京した。上皇の期待に反して、兵は思うように集まらず、有力な守護達は幕府側へ着いてしまった。圧倒的な鎌倉の大軍を支えることが出来ず、それぞれの国もとへ逃げ帰った。この戦いで、阿波の佐々木経高と高重の父子は討死して果て、600余の兵もほとんど阿波へ帰らなかったという。これが承久の乱である。
阿波国に対しては、幕府は佐々木氏に代わって、小笠原長清を阿波守に任じた。長清は阿波へ入ると、佐々木氏の居城であった名西郡の鳥坂城を攻めた。ほとんど兵のいない鳥坂城は炎上し、留守を守っていた経高の二男高兼は、一族や老臣らと城を捨てて、名西郡の山中鬼篭野村へ逃げた。しかし小笠原氏は高兼の生存を許さなかったため、高兼は一族と家臣達が百姓となって、この地に住む事を条件に、自ら弓を折り、腹を切って自害した。現在、神山町鬼篭野地区にある弓折の地名は、高兼が弓を折って自害したところで、同地区に多い佐々木姓は、かつての阿波守護職、近江源氏佐々木経高の後裔達であるといわれる（ふるさと森山　鴨島町森山公民館郷土研究会）。

## 清和源氏流の近江源氏
- 清和源氏義光流。園城寺との繋がりが深かった源義光の私領を継承した山本氏の一族。治承・寿永の乱の近江攻防で平知盛と戦って敗れた山本義経・柏木義兼兄弟などが知られる。

- 清和源氏満政流。源満政の次男忠隆の子孫。善積氏、和田氏などが知られる。

- 清和源氏満季流。高屋氏、平井氏、小椋氏などが知られる。